# The Simpsons: Bart vs. the World
The Simpsons: Bart Vs. The World es un videojuego lanzado en 1991 por Acclaim para diferentes sistemas. Fue desarrollado por Imagineering. Está basado en la serie de dibujos animados Los Simpson.

## Historia
"The Simpsons: Bart vs. the World" es el segundo juego de la franquicia de los Simpsons. Afortunadamente, este juego es un poco más fácil que su predecesor y trae nuevos aspectos como los minijuegos.
Este título paso desapercibido en su época, tal vez porque en muchos aspectos no supera a Bart vs. the Space Mutant. Sin embargo, es un juego obligado para los fanáticos, ya puedes ponerte a prueba en las trivias o convertirte en Bartman para salvar el día.
En el programa de Krusty el payaso se desarrolla un concurso de talento artístico. A pesar de que su obra es desastrosa, Bart gana el concurso, lo que le permitirá competir en una carrera de caza de tesoros alrededor del mundo. En realidad, el Sr. Smithers arregló la competencia ya que el Sr. Burns le quiere dar una lección a la familia Simpson por todos los problemas que le han ocasionado a lo largo de estos años.
Esta vez, la familia no estará en Springfield sino que viajará a locaciones reales del mundo en busca de los preciados tesoros. El Sr. Burns le ha encargado a sus parientes que detengan a los Simpsons para que no puedan llevar a cabo su objetivo.
Empiezas en un mini mapa en donde puedes elegir jugar a los minijuegos (puzle, juego de memoria o una trivia de la serie) o ir al escenario. El primer destino es China, donde estarás en un barco en alta mar. Los tesoros generalmente estarán junto a un miembro de la familia, en este caso, Maggie. Debes intentar tomar todos los objetos pequeños que encuentres.
Mientras más objetos, mayor puntaje obtendrás. Así que no olvides revisar cada rincón del escenario. Para terminar el nivel debes encontrar el cartel que dice "Map".
La segunda visita es en la famosa muralla China. Bart la recorrerá en patineta, esquivando agujeros y dragones. Con el tesoro en tu haber, dirígete en el mapa hacia la señal que dice "Exit". Ahí te enfrentarás con el jefe del nivel: Fu Manchu Burns. Este te arrojará fuegos artificiales y se protegerá con un abanico. Luego de unos cuantos golpes, lo habrás vencido.
El segundo escenario en el polo norte. Aquí tenemos otro puzle, un tragamonedas y un juego de adivinar en dónde esta el objeto. En el primer nivel, te encontrarás en una caverna llena de peligros: caídas, estalactitas y murciélagos. En el segundo nivel, nos encontraremos a la intemperie, moviéndonos entre icebergs. Gaviotas y Blinky (el pez de 3 ojos) son los enemigos de turno. El jefe final es el abominable hombre de las nieves Burns, que se esconde entre los agujeros y sale para arrojarte trozos de hielo. Bastará con saltar sobre su cabeza 5 veces para eliminarlo.
El tercer escenario se desarrolla en Egipto. La primera parada es en las pirámides, donde los esclavos nos arrojarán piedras. Dentro de la pirámide será más difícil, deberás moverte entre pequeñas plataformas que se mueven. El segundo nivel es en el desierto, donde pequeños tornados nos atacan constantemente. Tras una larga caída, podremos llegar a una zona con una gran esfinge de Krusty. Obtener el tesoro puede parecer imposible. Con mucha práctica, deberás convertirte en Bartman, volar hasta donde esta Homero, pisar sus dedos para que aparezca el tesoro, tomarlo rápidamente y volar hasta el tope de la cabeza de Krusty para terminar el nivel. Para ganar el juego, es necesario que tomes todos los tesoros, caso contrario verás un final alternativo.
El jefe del nivel es Ramses Burns, un faraón que vuela sobre una alfombra mágica mientras arroja objetos. Bart debe descoser la alfombra saltando y sujetando el hilo que cuelga de ella. Es un jefe fácil dentro de todo.
El último escenario es en Hollywood, en los estudios de televisión. Los minijuegos son jugar con ataúdes y esquivar vasos en el bar de Moe. El primer nivel será en un barco pirata muy grande, donde deberás moverte entre los mástiles y redes. El segundo nivel es un cementerio con tétricos árboles, lechuza y gárgolas. Caeremos entre los agujeros de las tumbas para descubrir el laberinto subterráneo. Cuidado con las arañas, los insectos y las manos de los zombis. Luego, tendremos que saltar entre la lápidas para llegar hasta la parte superior del nivel.
Si has tomado todos los tesoros, tendrás un tercer nivel, que es un detrás de escena llena de artículo de utilería. Aquí puedes ver a Itchy y Scratchy corriendo por el nivel. Finalmente, nos encontraremos con el director Eric Van Burns. Este nos arrojará megáfonos de director mientras se mueve con una gran cámara. Golpealo con tus mini bombas para vencerlo.
Tu viaje por el mundo habrá terminado. En el programa de Krusty el payaso contarán el número de tesoros que Bart ha logrado reunir. Si has agarrado todos, Bart será coronado campeón y nos darán un premio especial: ¡Podremos tirarle pasteles al Sr. Burns y al Sr. Smithers! Que mejor premio que desquitarse con el que nos causó tantos problemas

## Niveles
- China
  - A Junk.
  - Patinando por la Gran Muralla de China
  - Jefe: Fu Manchu Burns
- El Polo norte
  - Ice cave
  - Glaciers
  - Jefe: Abominable Snow Burns
- Egipto
  - The Great Pyramid
  - Valley of the kings
  - The Great Sphinx
  - Jefe: Ramses Burns
- Hollywood
  - Set Pirata
  - Set de película de terror
  - Animator´s desk set
  - Jefe: Eric Von Burns

## Curiosidades
- En la serie, jamás se hace referencia de estos parientes del Sr. Burns (los jefes del juego).
- A diferencia del juego anterior, en esta oportunidad solo la familia Simpsons hace cameos en los escenarios.
- El mejor dibujo en el concurso de talentos corresponde al de Rod Flanders.
- Martin Prince también participa en el concurso, con una imagen chupamedias del Sr. Burns.

- Datos: Q2534019